# آتون ۲۰۶۲
سیارک ۲۰۶۲ (به انگلیسی: 2062 Aten، نامگذاری:1976AA) دو هزار و شصت و دومین سیارک کشف شده‌است که در ۷ ژانویه ۱۹۷۶ کشف شد.
قدر مطلق سیارک برابر ۱۶٫۸۰ است.